# Danh sách giải thưởng và đề cử của Aespa
Nhóm nhạc nữ Hàn Quốc Aespa đã nhận được nhiều giải thưởng, bao gồm ba Giải thưởng Âm nhạc Hàn Quốc, bốn Giải thưởng Âm nhạc Melon, bốn Golden Disc Awards, hai Giải MAMA và ba Giải thưởng Âm nhạc Seoul.
Aespa đã giành giải Tân binh của năm tại tất cả các giải thưởng âm nhạc lớn ở Hàn Quốc, bao gồm Melon Music Awards (MMA), MAMA Awards (MAMA), Golden Disc Awards (GDA), Seoul Music Awards (SMA), Circle Chart Music Awards ( GCMA) và Giải thưởng Âm nhạc Hàn Quốc (KMA). Tháng 3 năm 2022, Aespa giành giải Bài hát của năm cho ca khúc "Next Level" tại Giải thưởng Âm nhạc Hàn Quốc lần thứ 19, họ là nhóm nhạc nữ thứ hai giành được giải thưởng này.

## Giải thưởng và đề cử
- A
- Ă
- Â
- B
- C
- Đ
- G
- H
- I
- J
- K
- M
- P
- S
- T
- Ư
- V

| Giải thưởng                          | Năm  | Hạng mục                                                 | Đề cử cho     | Kết quả      | Chú thích    |
| ------------------------------------ | ---- | -------------------------------------------------------- | ------------- | ------------ | ------------ |
| Asia Artist Awards                   | 2021 | Hot Trend Award                                          | Aespa         | Đoạt giải    | [ 1 ]        |
| Asia Artist Awards                   | 2021 | Nghệ sĩ mới của năm – Âm nhạc                            | Aespa         | Đoạt giải    | [ 2 ]        |
| Asia Artist Awards                   | 2021 | Sân khấu của năm (Daesang)                               | Aespa         | Đoạt giải    | [ 3 ]        |
| Asia Artist Awards                   | 2021 | RET Popularity Award – Nhóm nhạc thần tượng (nữ)         | Aespa         | Đề cử        | [ 4 ]        |
| Asia Artist Awards                   | 2021 | U+Idol Live Popularity Award – Nhóm nhạc thần tượng (nữ) | Aespa         | Đề cử        | [ 5 ]        |
| Asian Pop Music Awards               | 2020 | Nghệ sĩ mới xuất sắc nhất (quốc tế)                      | Aespa         | Đoạt giải    | [ 6 ]        |
| Asian Pop Music Awards               | 2021 | Album xuất sắc nhất của năm (quốc tế)                    | Savage        | Chưa công bố | [ 7 ]        |
| Asian Pop Music Awards               | 2021 | Trình diễn vũ đạo xuất sắc nhất (quốc tế)                | "Savage"      | Chưa công bố | [ 7 ]        |
| Asian Pop Music Awards               | 2021 | Nhóm nhạc xuất sắc nhất (quốc tế)                        | Aespa         | Chưa công bố | [ 7 ]        |
| Asian Pop Music Awards               | 2021 | Ghi âm của năm (quốc tế)                                 | "Savage"      | Chưa công bố | [ 7 ]        |
| Asian Pop Music Awards               | 2021 | Bài hát của năm (quốc tế)                                | "Savage"      | Chưa công bố | [ 7 ]        |
| Brand Customer Loyalty Awards        | 2021 | Nghệ sĩ nữ mới xuất sắc nhất                             | Aespa         | Đề cử        | [ 8 ]        |
| Brand of the Year Awards             | 2021 | Nghệ sĩ nữ mới                                           | Aespa         | Đoạt giải    | [ 9 ] [ 10 ] |
| BreakTudo Awards                     | 2021 | Nhóm nhạc nữ K-pop                                       | Aespa         | Đề cử        | [ 11 ]       |
| Dong-A.com's Pick                    | 2021 | Giải How Far is the Next Level                           | Aespa         | Đoạt giải    | [ 12 ]       |
| The Fact Music Awards                | 2021 | U+ Idol Live Popularity Award                            | Aespa         | Đề cử        | [ 13 ]       |
| Gaon Chart Music Awards              | 2020 | Nghệ sĩ mới của năm – Nhạc số                            | "Black Mamba" | Đoạt giải    | [ 14 ]       |
| Gaon Chart Music Awards              | 2020 | MuBeat Global Choice Award (Female)                      | Aespa         | Đề cử        | [ 15 ]       |
| Gaon Chart Music Awards              | 2021 | Nghệ sĩ của năm (nhạc số) – Tháng 5                      | "Next Level"  | Chưa công bố | [ 16 ]       |
| Gaon Chart Music Awards              | 2021 | Nghệ sĩ của năm (nhạc số) – Tháng 10                     | "Savage"      | Chưa công bố | [ 16 ]       |
| Gaon Chart Music Awards              | 2021 | MuBeat Global Choice Award (Female)                      | Aespa         | Chưa công bố | [ 17 ]       |
| Golden Disc Awards                   | 2022 | Album Bonsang                                            | Savage        | Chưa công bố | [ 18 ]       |
| Golden Disc Awards                   | 2022 | Digital Song Bonsang                                     | "Next Level"  | Chưa công bố | [ 19 ]       |
| Golden Disc Awards                   | 2022 | Nghệ sĩ mới của năm                                      | Aespa         | Chưa công bố | [ 20 ]       |
| Hanteo Music Awards                  | 2021 | Giải nghệ sĩ – Nhóm nhạc nữ                              | Aespa         | Chưa công bố | [ 21 ]       |
| Joox Thailand Music Awards           | 2021 | Top Social Artist of the Year                            | Aespa         | Đề cử        | [ 22 ]       |
| Korea First Brand Awards             | 2022 | Giải thần tượng nữ (Ngôi sao đang lên)                   | Aespa         | Chưa công bố | [ 23 ]       |
| Melon Music Awards                   | 2021 | Nhóm nhạc xuất sắc nhất – Nữ                             | Aespa         | Đoạt giải    | [ 24 ]       |
| Melon Music Awards                   | 2021 | Nghệ sĩ mới của năm – Nữ                                 | Aespa         | Đoạt giải    | [ 25 ]       |
| Melon Music Awards                   | 2021 | Ghi âm của năm (Daesang)                                 | Aespa         | Đoạt giải    | [ 26 ]       |
| Melon Music Awards                   | 2021 | Top 10 nghệ sĩ                                           | Aespa         | Đoạt giải    | [ 27 ]       |
| Melon Music Awards                   | 2021 | Nghệ sĩ của năm                                          | Aespa         | Đề cử        | [ 28 ]       |
| Melon Music Awards                   | 2021 | Netizen Popularity Award                                 | Aespa         | Đề cử        | [ 24 ]       |
| Melon Music Awards                   | 2021 | Bài hát của năm                                          | "Next Level"  | Đề cử        | [ 24 ]       |
| Mnet Asian Music Awards              | 2021 | Trình diễn vũ đạo xuất sắc nhất – Nhóm nhạc nữ           | "Next Level"  | Đoạt giải    | [ 29 ]       |
| Mnet Asian Music Awards              | 2021 | Nghệ sĩ nữ mới xuất sắc nhất                             | Aespa         | Đoạt giải    | [ 29 ]       |
| Mnet Asian Music Awards              | 2021 | TikTok Album of the Year                                 | Savage        | Đề cử        | [ 30 ]       |
| Mnet Asian Music Awards              | 2021 | TikTok Artist of the Year                                | Aespa         | Đề cử        | [ 31 ]       |
| Mnet Asian Music Awards              | 2021 | TikTok Favorite Moment                                   | Aespa         | Đề cử        | [ 32 ]       |
| Mnet Asian Music Awards              | 2021 | TikTok Song of the Year                                  | "Next Level"  | Đề cử        | [ 33 ]       |
| Mnet Asian Music Awards              | 2021 | Worldwide Fans' Choice Top 10                            | Aespa         | Đề cử        |              |
| MTV Europe Music Awards              | 2021 | Best Korean Act                                          | Aespa         | Đoạt giải    | [ 34 ]       |
| Mubeat Awards                        | 2020 | Nghệ sĩ mới – Nữ                                         | Aespa         | Đoạt giải    | [ 35 ]       |
| Seoul Music Awards                   | 2021 | Nghệ sĩ mới của năm                                      | Aespa         | Đoạt giải    | [ 36 ]       |
| Seoul Music Awards                   | 2021 | K-wave Popularity Award                                  | Aespa         | Đề cử        | [ 37 ]       |
| Seoul Music Awards                   | 2021 | Popularity Award                                         | Aespa         | Đề cử        | [ 37 ]       |
| Seoul Music Awards                   | 2022 | K-wave Popularity Award                                  | Aespa         | Chưa công bố | [ 38 ]       |
| Seoul Music Awards                   | 2022 | Main Award                                               | Aespa         | Chưa công bố | [ 38 ]       |
| Seoul Music Awards                   | 2022 | Popularity Award                                         | Aespa         | Chưa công bố | [ 38 ]       |
| Tokopedia WIB Indonesia K-Pop Awards | 2021 | The Most Next Level Award                                | Aespa         | Đoạt giải    | [ 39 ]       |
| Visionary Awards                     | 2021 | 2021 Visionary                                           | Aespa         | Đoạt giải    | [ 40 ]       |
| K-Champ Awards                       | 2021 | Best Dance performance - female                          | Aespa         | Đoạt giải    |              |
| Hanteo Music Awards                  | 2021 | Top 3 Female Group                                       | Aespa         | Đoạt giải    |              |

## Chương trình âm nhạc

### The Show
| Năm  | Ngày        | Bài hát  | Điểm |
| ---- | ----------- | -------- | ---- |
| 2021 | 26 tháng 10 | "Savage" | 7048 |

### Show Champion
| Năm  | Ngày        | Bài hát  |
| ---- | ----------- | -------- |
| 2021 | 13 tháng 10 | "Savage" |

### Music Bank
| Năm  | Ngày        | Bài hát  | Điểm |
| ---- | ----------- | -------- | ---- |
| 2021 | 15 tháng 10 | "Savage" | 7958 |

### Show! Music Core
| Năm  | Ngày        | Bài hát  | Điểm |
| ---- | ----------- | -------- | ---- |
| 2021 | 16 tháng 10 | "Savage" | 9099 |
| 2021 | 23 tháng 10 | "Savage" | 7271 |

### Inkigayo
| Năm  | Ngày        | Bài hát       | Điểm  |
| ---- | ----------- | ------------- | ----- |
| 2021 | 17 tháng 1  | "Black Mamba" | 4097  |
| 2021 | 17 tháng 10 | "Savage"      | 10699 |
| 2021 | 24 tháng 10 | "Savage"      | 9388  |
| 2021 | 5 tháng 12  | "Savage"      | 6330  |